# Europarlamentari della Spagna della IV legislatura
Gli europarlamentari della Spagna della IV legislatura, eletti in occasione delle elezioni europee del 1994, furono i seguenti.

## Composizione storica
| Europarlamentare                      | Lista                                                       | Gruppo |
| ------------------------------------- | ----------------------------------------------------------- | ------ |
| Julio Añoveros Trias de Bes           | Partito Popolare                                            | PPE    |
| Pedro Aparicio Sánchez                | Partito Socialista Operaio Spagnolo                         | PSE    |
| María Jesús Aramburu del Río          | Sinistra Unita (IU-IC)                                      | GUE    |
| Javier Areitio Toledo                 | Partito Popolare                                            | PPE    |
| Miguel Arias Cañete                   | Partito Popolare                                            | PPE    |
| Enrique Barón Crespo                  | Partito Socialista Operaio Spagnolo                         | PSE    |
| Francisca Bennasar Tous               | Partito Popolare                                            | PPE    |
| Jesús Cabezón Alonso                  | Partito Socialista Operaio Spagnolo                         | PSE    |
| Luis Campoy Zueco                     | Partito Popolare                                            | PPE    |
| Carlos Carnero González               | Sinistra Unita                                              | GUE    |
| Juan Luis Colino Salamanca            | Partito Socialista Operaio Spagnolo                         | PSE    |
| Joan Colom i Naval                    | Partito Socialista Operaio Spagnolo                         | PSE    |
| Laura De Esteban Martin               | Partito Popolare                                            | PPE    |
| Mercedes De La Merced Monge           | Partito Popolare                                            | PPE    |
| Carmen Díez de Rivera Icaza           | Partito Socialista Operaio Spagnolo                         | PSE    |
| Bárbara Dührkop                       | Partito Socialista Operaio Spagnolo                         | PSE    |
| José Antonio Escudero                 | Partito Popolare                                            | PPE    |
| María Teresa Estevan Bolea            | Partito Popolare                                            | PPE    |
| Juan Manuel Fabra Vallés              | Partito Popolare                                            | PPE    |
| Gerardo Fernández-Albor               | Partito Popolare                                            | PPE    |
| Fernando Fernández Martín             | Partito Popolare                                            | PPE    |
| Concepció Ferrer                      | Convergenza e Unione (Unione Democratica di Catalogna)      | PPE    |
| Carmen Fraga Estévez                  | Partito Popolare                                            | PPE    |
| Manuela Frutos Gama                   | Partito Socialista Operaio Spagnolo                         | PSE    |
| Gerardo Galeote                       | Partito Popolare                                            | PPE    |
| Ludivina García Arias                 | Partito Socialista Operaio Spagnolo                         | PSE    |
| José Manuel García-Margallo y Marfil  | Partito Popolare                                            | PPE    |
| Salvador Garriga Polledo              | Partito Popolare                                            | PPE    |
| Carles-Alfred Gasòliba i Böhm         | Convergenza e Unione (Convergenza Democratica di Catalogna) | ELDR   |
| José María Gil-Robles Gil-Delgado     | Partito Popolare                                            | PPE    |
| Laura González Álvarez                | Sinistra Unita                                              | GUE    |
| Antonio González Triviño              | Partito Socialista Operaio Spagnolo                         | PSE    |
| Antoni Gutiérrez Díaz                 | Sinistra Unita (IU-IC)                                      | GUE    |
| Josu Jon Imaz San Miguel              | Coalizione Nazionalista (Partito Nazionalista Basco)        | PPE    |
| Juan De Dios Izquierdo Collado        | Partito Socialista Operaio Spagnolo                         | PSE    |
| María Izquierdo Rojo                  | Partito Socialista Operaio Spagnolo                         | PSE    |
| Salvador Jové Peres                   | Sinistra Unita                                              | GUE    |
| Pedro Marset Campos                   | Sinistra Unita                                              | GUE    |
| Abel Matutes Juan                     | Partito Popolare                                            | PPE    |
| Manuel Medina Ortega                  | Partito Socialista Operaio Spagnolo                         | PSE    |
| Íñigo Méndez De Vigo                  | Partito Popolare                                            | PPE    |
| José María Mendiluce Pereiro          | Partito Socialista Operaio Spagnolo                         | PSE    |
| Ana Miranda De Lage                   | Partito Socialista Operaio Spagnolo                         | PSE    |
| Fernando Morán López                  | Partito Socialista Operaio Spagnolo                         | PSE    |
| Ana Palacio Vallelersundi             | Partito Popolare                                            | PPE    |
| Fernando Pérez Royo                   | Partito Socialista Operaio Spagnolo                         | PSE    |
| Josep E. Pons Grau                    | Partito Socialista Operaio Spagnolo                         | PSE    |
| Alonso José Puerta                    | Sinistra Unita (IU-IC)                                      | GUE    |
| Encarnación Redondo Jiménez           | Partito Popolare                                            | PPE    |
| Carlos Robles Piquer                  | Partito Popolare                                            | PPE    |
| José Ignacio Salafranca Sánchez-Neyra | Partito Popolare                                            | PPE    |
| Isidoro Sánchez García                | Coalizione Nazionalista (Coalizione Canaria)                | ARE    |
| Francisco Javier Sanz Fernández       | Partito Socialista Operaio Spagnolo                         | PSE    |
| Francisca Sauquillo Pérez Del Arco    | Partito Socialista Operaio Spagnolo                         | PSE    |
| Angela Del Carmen Sierra González     | Sinistra Unita                                              | GUE    |
| Joaquín Sisó Cruellas                 | Partito Popolare                                            | PPE    |
| María Sornosa Martínez                | Sinistra Unita (IU-IC)                                      | GUE    |
| Anna Terrón i Cusí                    | Partito Socialista Operaio Spagnolo                         | PSE    |
| Jaime Valdivielso De Cué              | Partito Popolare                                            | PPE    |
| Joan Vallvé                           | Convergenza e Unione (Convergenza Democratica di Catalogna) | ELDR   |
| José Valverde López                   | Partito Popolare                                            | PPE    |
| Daniel Varela Suanzes-Carpegna        | Partito Popolare                                            | PPE    |
| Josep Verde i Aldea                   | Partito Socialista Operaio Spagnolo                         | PSE    |
| Celia Villalobos Talero               | Partito Popolare                                            | PPE    |

## Modifiche intervenute

### Partito Popolare
- In data 02.10.1995 a Celia Villalobos Talero subentra Jorge Salvador Hernández Mollar.
- In data 12.12.1995 a Mercedes De La Merced Monge subentra Felipe Camisón Asensio.
- In data 10.05.1996 a Abel Matutes Juan subentra José Javier Pomés Ruiz.

### Partito Socialista Operaio Spagnolo
- In data 04.02.1999 a Carmen Díez de Rivera Icaza subentra Carlos María Bru Purón.
- In data 09.04.1999 a Fernando Morán López subentra Juan De Dios Ramírez Heredia.
- In data 20.06.1999 Jesús Cabezón Alonso termina il mandato parlamentare non venendo surrogato.

### Sinistra Unita
- In data 28.03.1996 a María Jesús Aramburu del Río subentra Abdelkader Mohamed Ali.

### Coalizione Nazionalista
- In data 21.01.1999 a Josu Jon Imaz San Miguel subentra José Domingo Posada González (Coalizione Galiziana).
- In data 18.09.1996 a Isidoro Sánchez García subentra Alfonso Novo Belenguer (Unione Valenciana).
- In data 08.10.1998 a Alfonso Novo Belenguer subentra Manuel Escola Hernando (Partito Aragonese).